# Pedro Ricaldone
Pedro Ricaldone (en italiano Pietro Ricaldone) (Mirabello Monferrato, 27 de julio de 1870 - Turín, 25 de noviembre de 1951) fue un sacerdote católico salesiano y el rector mayor de la Congregación Salesiana de Don Bosco entre 1932 y 1951, tiempo en el cual se constituyó como el IV sucesor de Juan Bosco en el gobierno de la segunda comunidad religiosa masculina de la Iglesia católica. Entre sus obras más significativas está la fundación de la Universidad Pontificia Salesiana (UPS), inmpulsó varios proyectos educativos y misioneros y fue autor de diversos libros de teología y apologética.

## Biografía
Pedro nació el 27 de julio de 1870 en Mirabello. Era hijo de una familia de campesinos de clase media y su padre llegó a ser alcalde del pueblo. Estudió en el colegio de Alassio y luego fue trasladado al de Borgo San Marino en donde conoció a Don Bosco. Se encontraría con el santo de Turín dos veces en su vida. 
En 1889 ingresó como novicio salesiano en Valsalice, un distrito de Turín en donde Don Bosco había hecho una fundación. Hizo sus votos perpetuos el 23 de agosto de 1890 y en septiembre de ese mismo año fue enviado como profesor y asistente al colegio salesiano de Utrera, provincia de Sevilla, en España, que había sido fundado en 1881. En 1892 los salesianos Francisco Atzeni y Pedro Ricaldone se trasladaron de Utrera a Sevilla. Pedro Ricaldone continuó sus estudios en el Seminario Menor de Santo Tomás de Aquino, situado en el antiguo convento de la Trinidad. En este lugar fundaron un Oratorio Salesiano, donde estuvo trabajando Pedro Ricaldone y donde colaboró el entonces seminarista san Manuel González García, que tuvo una gran admiración por los salesianos y una gran devoción por su patrona, María Auxiliadora. Pedro Ricaldone fue ordenado sacerdote por el arzobispo Benito Sanz y Forés el 27 de marzo de 1893 y fue nombrado director del oratorio. Dio su primera misa el 28 de marzo en la parroquia de San Andrés, de la cual dependía el antiguo convento. En 1893 los salesianos instalaron en el convento una nueva casa, independiente de la de Utrera. En 1898 Don Rúa le encargó visitar las casas salesianas de América del Sur.
España se convertiría definitivamente en el campo de su apostolado cuando es nombrado superior en ese país de los salesianos en 1901 y es allí en donde comienza su trabajo en el mundo de las publicaciones y la prensa. Una de sus primeras obras impresas fue un manual de agricultura a la que llamó "Biblioteca Agraria Solariana" y que recibió un premio en la Exposicisión de Turín de 1928.
En 1911 dejó España y fue delegado en Turín como encargado de las escuelas profesionales, pero ese mismo año visitó las casas salesianas de América del Norte y América Central. En 1919 recorrió las casas salesianas de Egipto y Palestina. En 1922 el Capítulo General de los salesianos lo eligió "prefecto general". En 1926 organizó la exposición misionera salesiana de Valdocco y emprendió otro periplo mundial, esta vez por India, Japón, Tailandia, Birmania y China.

## Rector mayor de los Salesianos
En 1932 el Capítulo General lo eligió rector mayor de los Salesianos como el IV sucesor de Don Bosco. Fue además el primer rector que no tuvo un contacto tan directo con el santo fundador: se encontró con él dos veces y tuvo con él una breve conversación el 2 de noviembre de 1883. Con Don Ricaldone se inauguró entonces una nueva etapa de la Congregación del educador de Turín. 
Al igual que Don Albera, le tocó un periodo muy difícil para la congregación con el evento de la II Guerra Mundial (1939 - 1945) y con la guerra civil española (1936) en donde mueren muchos salesianos y jóvenes, se destruyen las obras salesianas en la mayoría de los países europeos y se desconecta el centro de administración en Italia con el resto del mundo. 
Pero uno de los momentos más gloriosos de su rectorado lo constituyó la canonización de Don Bosco por parte del Papa Pío XI, quien había conocido personalmente al santo de Turín y le tenía un gran afecto. En plena guerra Don Ricaldone logró que el Teologado Salesiano de la Crocetta en Turín fuera trasladado a Roma como Pontificio Ateneo Salesiano y fundó la revista "Salesianum".
Pero la Congregación Salesiana no solo sufrió las consecuencias de la II Guerra Mundial y de la guerra civil española, también se presentaron fuertes persecuciones en China y en Europa oriental. Para 1951 Don Ricaldone reporta que tenía cifras de más de 1900 salesianos deportados, desterrados o en cárceles. Aún con ese panorama tan asolador en el mundo, los salesianos eran 15 mil para 1950.